# Heteropterys molesta
Heteropterys molesta är en tvåhjärtbladig växtart som beskrevs av W.R. Anderson. Heteropterys molesta ingår i släktet Heteropterys och familjen Malpighiaceae. Inga underarter finns listade i Catalogue of Life.